# Strada statale 309 Romea
La strada statale 309 Romea (SS 309), nota comunemente come strada Romea, è una strada statale italiana che fa parte della strada europea E55. Collega Ravenna a Mestre (Venezia), seguendo il litorale dell'Adriatico a poca distanza dal mare.

## Storia
La strada Romea rappresenta un percorso di notevole interesse storico perché ricalca in parte il tracciato di un'antica strada medievale, che collegava Venezia a Roma (da cui il nome) e che aveva funzione commerciale, oltre a costituire una via di transito per i pellegrini cristiani diretti alla città eterna e per questo detti romei.
Il progetto di costruzione di una strada litoranea da Ravenna a Mestre venne avanzato negli anni trenta del XX secolo, per servire le aree paludose del delta padano prive di collegamenti interregionali, e in previsione di una loro progressiva bonifica. Il progetto prevedeva anche un tronco litoraneo da Mestre a Monfalcone, mai eseguito.
I lavori iniziarono nel 1937 a cura di un consorzio fra le province interessate, ma furono presto interrotti dagli eventi bellici, e ripresi nell'ottobre 1952 con la costruzione del ponte sull'Adige presso Cavanella.
Il tracciato attuale è relativamente recente, essendo stato costruito alla fine degli anni 50 del XX secolo. La tratta da Ravenna al fiume Reno fu costruita sulla storica Via Corriera, una strada a sfondo sterrato che portava dalla città bizantina a Sant'Alberto e poi a Comacchio (oggi ne sopravvivono alcuni tratti).
Il 7 novembre 1961 il ministro Benigno Zaccagnini classificò la strada da Ravenna a Mestre come statale, con la denominazione attuale di Strada statale 309 "Romea".
Il 29 luglio 1967 alla presenza del ministro Tolloy venne inaugurato il nuovo tratto terminale della strada, confluente in una grande rotatoria posta al termine dell'autostrada Padova-Venezia.

## Descrizione
La SS 309 costituisce un importantissimo asse viario in direzione nord-sud per le comunicazioni dall'Emilia-Romagna e dalla Riviera romagnola verso il Veneto (infatti attualmente non esiste un'autostrada che segua la medesima direzione a oriente dell'A13 Bologna-Padova). Interessa le provincie di Ravenna, Ferrara, Rovigo, Padova e Venezia attraversando da sud verso nord i lidi Ravennati, le Valli di Comacchio, il delta del Po e lambendo infine tutta la parte meridionale della laguna di Venezia superando Po, Adige, Brenta-Bacchiglione e numerosi canali artificiali. La strada assume dunque anche importanza turistica, oltre che di collegamento.
Secondo un rilevamento statistico promosso nel 2006 dall'ACI in collaborazione con l'ISTAT, la SS 309 Romea è la strada più pericolosa d'Italia, secondo i parametri:

a) numero di incidenti stradali per chilometro (1,7)

b) numero di morti per incidente (10%).
Lo studio sui flussi di traffico della SS 309 Romea, presentato da Anas nel 2025, ha evidenziato un traffico giornaliero medio (tgm) con punte di circa 27.000 veicoli, il 13% dei quali mezzi pesanti; le principali criticità si concentrano nell'area tra Chioggia e Marghera, con una parte significativa del traffico che è di tipo locale, con origine e destinazione Chioggia.  Il 51% delle traiettorie di traffico si muove nel triangolo tra il canale Novissimo, Campagna Lupia e Codevigo, dove è presente un rettilineo di circa 15 km in cui vi è un'alta incidenza di sinistri, quasi sempre causati da sorpassi.

### Percorso da Marghera a Ravenna

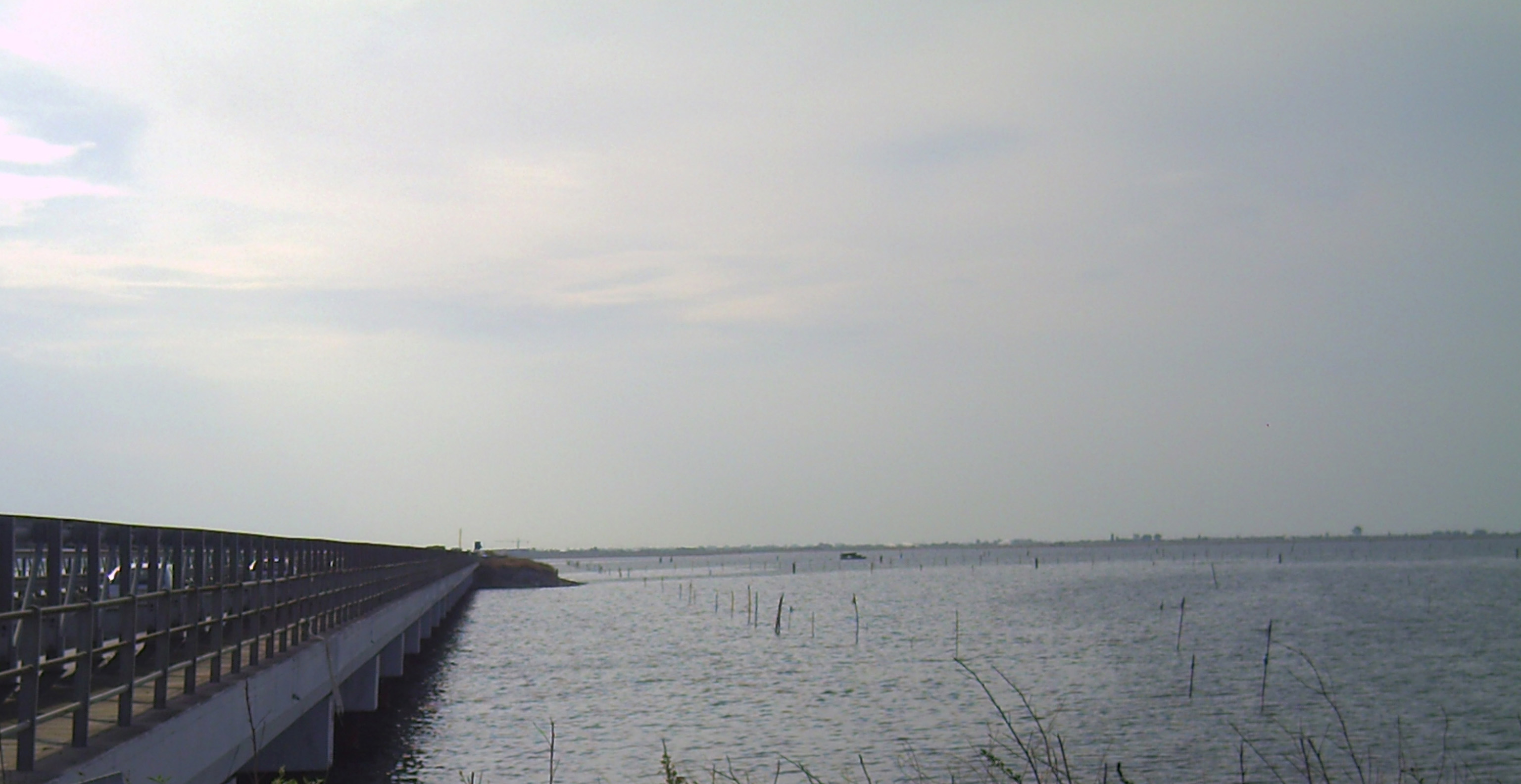
Uno scorcio del viadotto che attraversa l'estrema parte meridionale della laguna di Venezia.

La SS 309 Romea costituisce una delle sei grandi direttrici stradali che si irradiano dal territorio del Comune di Venezia verso le altre parti della regione veneta, insieme alla strada statale 13 Pontebbana, alla strada statale 14 della Venezia Giulia, alla strada regionale 11 Padana Superiore, alla strada regionale 245 Castellana e alla strada provinciale 32 Miranese.
La strada statale Romea nel suo tracciato attuale termina alla rotatoria connessa con lo svincolo di Marghera della tangenziale di Mestre (A57); gli ultimi 3,5 km sono a quattro corsie su due carreggiate, intervallati da due rotatorie: la prima dopo circa un chilometro realizzata nella primavera del 2014 per favorire una migliore intersezione con la nuova area commerciale alla periferia ovest di Marghera; la seconda all'intersezione con la ex strada statale 11 Padana Superiore. In località Malcontenta si restringe a carreggiata unica scavalcando il Naviglio del Brenta, e da qui inizia a lambire i limiti terrestri della laguna di Venezia con percorso perfettamente rettilineo e senza attraversare alcun centro abitato; per circa quindici chilometri costeggia sulla sinistra il Taglio Nuovissimo del Brenta, un canale artificiale.

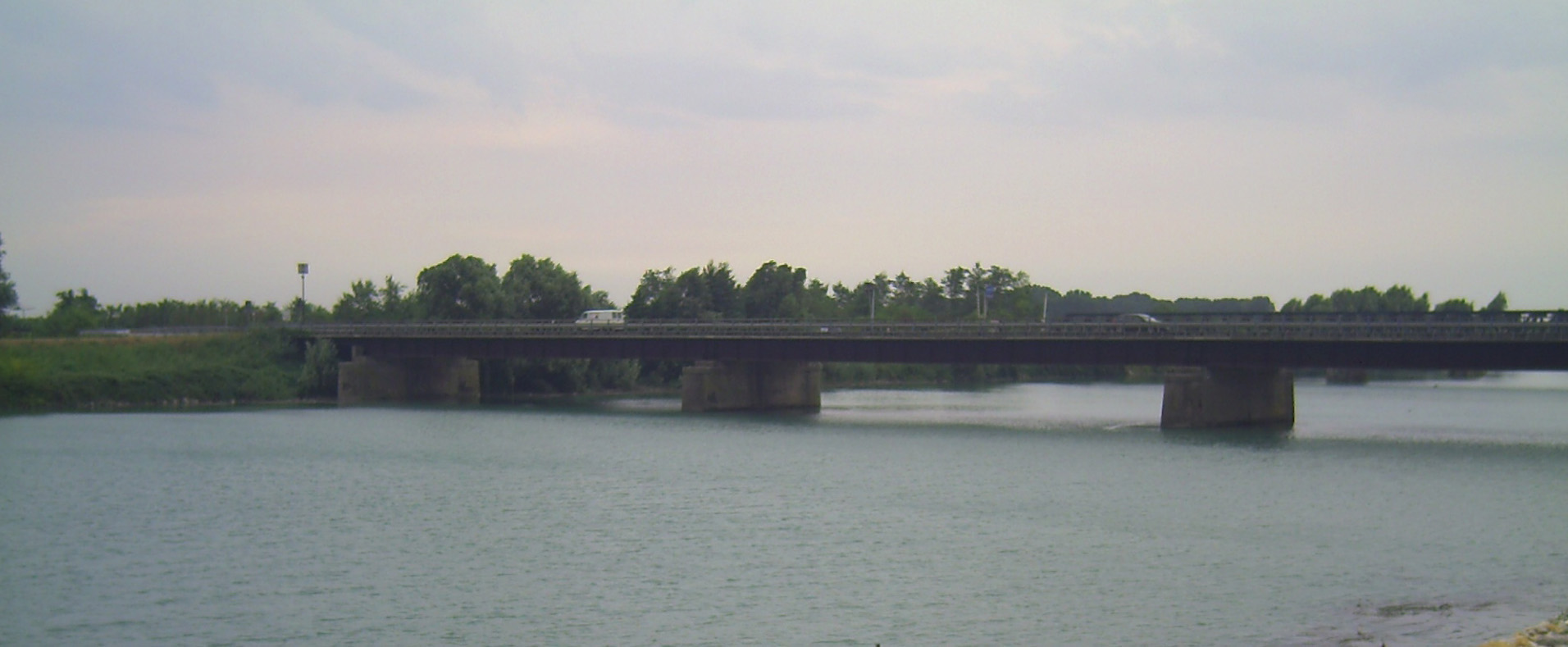
Il ponte sull'Adige, in località Cavanella d'Adige fra Rosolina e Chioggia.

In località Passo della Fogolana, a 27 km da Marghera, termina il lungo rettilineo e uno svincolo consente l'immissione nella strada statale 516 Piovese diretta a Padova. Percorrendo la striscia di terra compresa tra il corso del fiume Brenta e la laguna, si dirige verso sud-est raggiungendo Chioggia, al limite meridionale della laguna veneta della quale si attraversa un braccio mediante un suggestivo viadotto. Superata la città con un percorso che la lascia ad est di essa, la strada Romea supera il Brenta-Bacchiglione, prossimo alla foce, e prende direzione sud affiancando la linea ferroviaria Rovigo-Chioggia fino a raggiungere e ad attraversare la frazione di Sant'Anna. A Cavanella d'Adige, ultima frazione del comune di Chioggia, esce dalla provincia di Venezia, scavalca l'Adige ed entra in territorio rodigino nell'area del delta del Po, caratterizzata da un complesso sistema di bracci fluviali e canali che la strada attraversa in successione.
La strada tocca Rosolina e Porto Viro, scavalca il Po di Venezia e attraversa Taglio di Po dove, segnando l'esatta metà del suo percorso al km 63+400, inizia a percorrere in senso trasversale la maggiore isola deltizia, l'isola di Ariano.
Superato il Po di Goro, a Mesola, la SS 309 entra in Emilia-Romagna, precisamente in territorio ferrarese, delimitando ad ovest il parco regionale del Delta del Po. Transita poi per Pomposa, dominata dal campanile della celebre abbazia, e scavalca il Po di Volano, avvicinandosi sempre di più al litorale adriatico. In prossimità di Comacchio, a Porto Garibaldi, vi si innesta il raccordo autostradale 8 Ferrara-Porto Garibaldi.
In località Bellocchio la strada entra in provincia di Ravenna, lambisce per un breve tratto la valle di Comacchio prima di scavalcare il fiume Reno prossimo alla foce ed entrare nella pineta di San Vitale.
A pochi chilometri a nord di Ravenna vi è una grande rotatoria con un cavalcavia dal quale inizia la statale (km 0+000). Dalla stessa rotonda in direzione sud si diparte una diramazione (SS 309 dir), che prosegue divenendo autostrada dopo 5,7 km (A14 diramazione per Ravenna).

## Progetti di ammodernamento

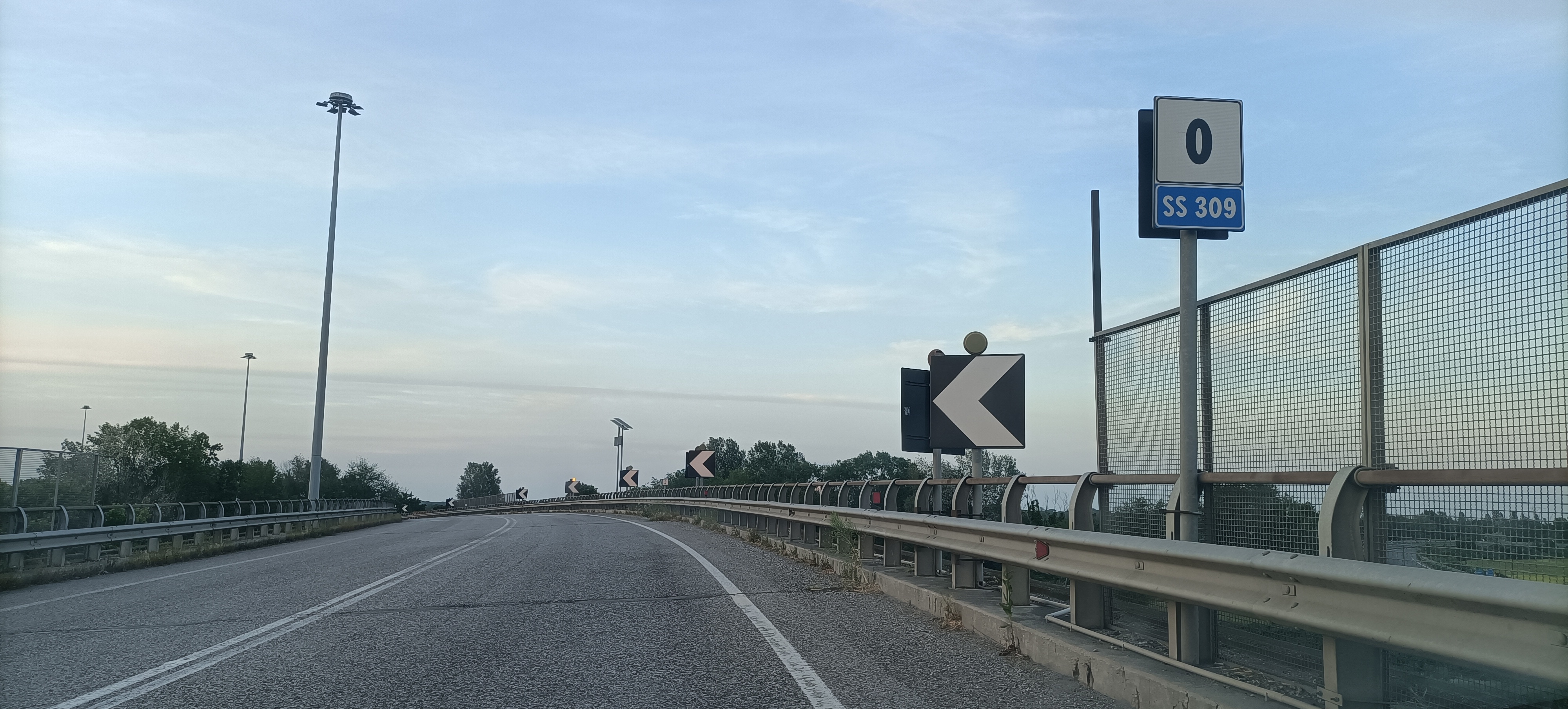
Il cavalcavia da dove inizia la SS 309 Romea, nella periferia nord di Ravenna.

Nel 2001 il governo Berlusconi II propose nella «Legge obiettivo» di realizzare l'autostrada Mestre-Orte, lunga 396 km e con un costo di oltre 10 miliardi di euro. Nel 2004 è stata inserita nel Piano Regionale dei Trasporti del Veneto. Dopo un lungo contenzioso concluso in Consiglio di Stato, il project financing fu aggiudicato a Gefip holding di Catania. Il tratto autostradale Mestre-Ravenna sarebbe stato parte di un notevole progetto infrastrutturale a lungo termine, affiancando la SS 309 lungo tutto il suo sviluppo; la realizzazione dell'arteria era connessa a una serie di altri progetti, in parte già in fase di attuazione, che avrebbero portato alla costruzione di un asse viario che, partendo da Mestre, avrebbe condotto a Civitavecchia sfruttando l'attuale SS 3 bis «Tiberina» e la SS 675 «Umbro-Laziale» trasformate in autostrade.
Dopo diversi in anni in cui il progetto sembrava essere stato accantonato, nel 2013 il CIPE approvò di fatto il progetto di realizzazione della nuova autostrada denominata «Nuova Romea commerciale».
Nel febbraio 2024 il project financing autostradale venne abbandonato, sostituito dal progetto per la «Nuova Romea», lunga 177 km tra Emilia-Romagna e Veneto e con un costo di 5,5 miliardi di euro. Anche tale progetto venne tuttavia archiviato, dopo che uno studio dei flussi di traffico realizzato dall'Anas rilevò che il bacino d'utenza era tutto interno al territorio locale, mentre il traffico di lunga percorrenza (nella direttrice nord a sud) non era particolarmente elevato.
La Regione del Veneto perciò, assieme all'Anas, hanno deciso di progettare il raddoppio nel rettilineo di 14 km compreso tra Giare e Santa Margherita del comune di Chioggia, dal km 101 al 115, prevedendo una spesa di circa 100 milioni di euro. Per sgravare il traffico locale nel territorio di Chioggia, è stata prevista la realizzazione di una variante, che dovrebbe partire dalla rotatoria di Valli di Chioggia per terminare nel comune di Porto Viro.